# Împărțirea Indiei

Împărțirea Indiei

Împărțirea Indiei (în hindi भारत का विभाजन Bhārat ka vibhajan; urdu تقسیمِ بھارت Taqsim-e-Bharat; punjabă  ਭਾਰਤ ਦਾ ਬਟਵਾਰਾ  Bhārat dā ban̐ṭvārā; în bengaleză ভারত বিভাজন Bhārot bibhajon) a reprezentat procesul de împărțire a Indiei Britanice pe baza unor considerente demografice de ordin religios, care a condus la crearea la 15 august 1947 a următoarelor state suverane: Dominionul Pakistanului (mai târziu Republica Islamică Pakistan și Republica Populară Bangladesh) și Dominionul Indiei (mai târziu Republica India).
Împărțirea a fost promulgată în Actul de Independență a Indiei din 1947 și a dus la dizolvarea Imperiului Britanic Indian.
În urma diviziunii Indiei Britanice au fost strămutate aproximativ 12,5 milioane de oameni din fosta colonie britanică India, cu estimări de pierderi de vieți omenești care variau de la câteva sute de mii la un milion de morți în urma divizării brutale și sălbatice a poporului indian. O atmosferă de ostilitate și suspiciune reciprocă a apărut de atunci între India și Pakistan, care domnește până în ziua de azi.
Împărțirea Indiei a vizat divizarea geografică a provinciei Bengal din India Britanică în așa numitul Pakistan de Est (Bangladesh după 1971) și Bengalul de Vest (India de azi), și partiția similară din provincia Punjab în Punjabul de Vest (mai târziu Punjabul pakistanez și teritoriul capitalei Islamabad) și de Punjabul de Est (mai târziu Punjabul indian, Haryana și Himachal Pradesh). Tranzacțiile partiției au inclus, de asemenea, repartizarea activelor de stat, inclusiv armata britanică indiană, a Funcției Publice indiene și a altor servicii administrative, căi ferate indiene, și a Trezoreriei Centrale.
În urma împărțirii, statele domnești din India, care au căpătat independența prin India Act din 1947, au avut de a alege dacă să adere la India sau la Pakistan sau să rămână în afara lor, iar ele au fost încorporate într-unul sau altul dintre noile dominioane. Problema alegerii care urma să fie făcută în acest sens de către Jammu și Kashmir a dus la războiul indo-pakistanez din 1947 și alte războaie și conflicte între India și Pakistan.